# SHADY
『SHADY』（シェイディ）は、1976年8月5日にリリースされた尾崎亜美のデビュー・アルバムである。デビューシングル「冥想」とそのB面曲「冬のポスター」が収録されている。発売元は東芝EMI/エキスプレス。

## 背景
収録曲のほとんどは尾崎自身がデビュー前に書き溜めていたもの。この時代はそれまでの歌謡曲とは異なり、自ら作詞・作曲し、ポップなメロディ・アレンジを取り入れた荒井(松任谷)由実らに代表されるような、いわゆる ″ニューミュージック″ と呼ばれるジャンルが広まりつつあった。そういった時期にマッチした新しい音楽性を表現したアルバムと言える。バックミュージシャンも、当時から現在に至るまで日本のポップスを支えた錚々たるメンバーである。コーラスの ″AMII'S Army″ は、山下達郎と吉田美奈子である。
タイトルの ″SHADY″ には、″影の多い″、″陰になった″、″薄暗い″、″おぼろげな″ 等の意味があり、松任谷由実が尾崎の影の部分を表現しようと付けたものである。尾崎によると、松任谷は「亜美は明るいけれども、心の中のすごく影みたいなものがあって、でも影を影っていう風に出さないで ″影ちゃん″ みたいなポップな形で描ける人だと思うので、″シェイド″ に ″Y″ をつけて ″キャンディ″ みたいに整理したらどうかと思う。」と話したという。また、ピアノの先生との別れなど、つらい出来事のあった頃に書かれた曲が多いため、暗めの雰囲気の曲が多くなったこともタイトルに繋がっているという。
レコードジャケット及び帯には ″SHADY シェイディ/アミ AMII″ と記載されている。因みにジャケットのカーリー・ヘアに少し不貞腐れたような尾崎の表情は、当時最先端のパーマを試した結果とのこと。顔はリップクリームを塗っただけのほぼノーメイクであるという。
LPレコードのレーベル面では、冒頭の「プロローグ」に曲番が付けられておらず、次の「影絵の街」が1曲目と表示されている。
2009年4月22日に発売された紙ジャケット盤（CD:TOCT-26823）には、2枚目のシングル「旅」とB面曲「偶然」の2曲がボーナス・トラックとして追加収録されている。

## 収録曲

### LP / CT
| 全作詞・作曲: 尾崎亜美（特記以外）、全編曲: 松任谷正隆（特記以外）。 |                                      |                      |                      |                                       |      |
| #                                                                    | タイトル                             | 作詞                 | 作曲・編曲           | その他の編曲                          | 時間 |
| 0.                                                                   | 「プロローグ」(作曲・編曲：阿部雅士) | 尾崎亜美（特記以外） | 尾崎亜美（特記以外） |                                       | 2:08 |
| 1.                                                                   | 「影絵の街」                         | 尾崎亜美（特記以外） | 尾崎亜美（特記以外） | ストリングス編曲：松任谷正隆          | 3:09 |
| 2.                                                                   | 「冬のポスター」                     | 尾崎亜美（特記以外） | 尾崎亜美（特記以外） | ストリングス & ホーン編曲：松任谷正隆 | 4:51 |
| 3.                                                                   | 「私は何色」                         | 尾崎亜美（特記以外） | 尾崎亜美（特記以外） |                                       | 2:50 |
| 4.                                                                   | 「届かない春」                       | 尾崎亜美（特記以外） | 尾崎亜美（特記以外） |                                       | 2:36 |
| 5.                                                                   | 「とまり木」                         | 尾崎亜美（特記以外） | 尾崎亜美（特記以外） | ストリングス編曲：松任谷正隆          | 5:18 |

| 全作詞・作曲: 尾崎亜美、全編曲: 松任谷正隆。 |                          |          |            |                                                 |      |
| #                                            | タイトル                 | 作詞     | 作曲・編曲 | その他の編曲                                    | 時間 |
| 1.                                           | 「冥想」                 | 尾崎亜美 | 尾崎亜美   | ストリングス編曲：松任谷正隆 ホーン編曲：村岡健 | 4:04 |
| 2.                                           | 「風の中」               | 尾崎亜美 | 尾崎亜美   |                                                 | 2:57 |
| 3.                                           | 「私を呼んで」           | 尾崎亜美 | 尾崎亜美   | ホーン編曲：村岡健                              | 4:36 |
| 4.                                           | 「追いかけてきたけれど」 | 尾崎亜美 | 尾崎亜美   | ホーン編曲：村岡健                              | 3:07 |
| 5.                                           | 「遠くの光が……」         | 尾崎亜美 | 尾崎亜美   | ストリングス & ホーン編曲：松任谷正隆           | 4:35 |

### CD
| 全作詞・作曲: 尾崎亜美（特記以外）、全編曲: 松任谷正隆（特記以外）。 |                                      |                      |                      |                                                 |      |
| #                                                                    | タイトル                             | 作詞                 | 作曲・編曲           | その他の編曲                                    | 時間 |
| 1.                                                                   | 「プロローグ」(作曲・編曲：阿部雅士) | 尾崎亜美（特記以外） | 尾崎亜美（特記以外） |                                                 | 2:08 |
| 2.                                                                   | 「影絵の街」                         | 尾崎亜美（特記以外） | 尾崎亜美（特記以外） | ストリングス編曲：松任谷正隆                    | 3:09 |
| 3.                                                                   | 「冬のポスター」                     | 尾崎亜美（特記以外） | 尾崎亜美（特記以外） | ストリングス & ホーン編曲：松任谷正隆           | 4:51 |
| 4.                                                                   | 「私は何色」                         | 尾崎亜美（特記以外） | 尾崎亜美（特記以外） |                                                 | 2:50 |
| 5.                                                                   | 「届かない春」                       | 尾崎亜美（特記以外） | 尾崎亜美（特記以外） |                                                 | 2:36 |
| 6.                                                                   | 「とまり木」                         | 尾崎亜美（特記以外） | 尾崎亜美（特記以外） | ストリングス編曲：松任谷正隆                    | 5:18 |
| 7.                                                                   | 「冥想」                             | 尾崎亜美（特記以外） | 尾崎亜美（特記以外） | ストリングス編曲：松任谷正隆 ホーン編曲：村岡健 | 4:04 |
| 8.                                                                   | 「風の中」                           | 尾崎亜美（特記以外） | 尾崎亜美（特記以外） |                                                 | 2:57 |
| 9.                                                                   | 「私を呼んで」                       | 尾崎亜美（特記以外） | 尾崎亜美（特記以外） | ホーン編曲：村岡健                              | 4:36 |
| 10.                                                                  | 「追いかけてきたけれど」             | 尾崎亜美（特記以外） | 尾崎亜美（特記以外） | ホーン編曲：村岡健                              | 3:07 |
| 11.                                                                  | 「遠くの光が……」                     | 尾崎亜美（特記以外） | 尾崎亜美（特記以外） | ストリングス & ホーン編曲：松任谷正隆           | 4:35 |

| 全作詞・作曲: 尾崎亜美、全編曲: 松任谷正隆。 |                                  |          |            |      |
| #                                            | タイトル                         | 作詞     | 作曲・編曲 | 時間 |
| 12.                                          | 「旅」(シングル・ヴァージョン)   | 尾崎亜美 | 尾崎亜美   | 3:41 |
| 13.                                          | 「偶然」(シングル・ヴァージョン) | 尾崎亜美 | 尾崎亜美   | 3:54 |
| 合計時間:                                    | 合計時間:                        | 48:26    |            |      |

## 参加ミュージシャン
| プロローグ 影絵の街 Ac. Piano, Celesta：松任谷正隆 G. Guitar, E. Guitar：鈴木茂 Drums：林立夫 E. Bass：宮下圭介 Percussion：斉藤ノブ Steel Guitar：駒沢裕城 Backing Vocals：HI-FI SET 冬のポスター Ac. Piano, E. Piano, M. Synthesizer：松任谷正隆 G. Guitar, E. Guitar：松原正樹 Drums：林立夫 E. Bass：宮下圭介 Percussion：斉藤ノブ 私は何色 E. Piano：松任谷正隆 E. Guitar：鈴木茂 Drums：林立夫 E. Bass：宮下圭介 Ac. Guitar：吉川忠英 Percussion：斉藤ノブ 届かない春 Ac. Piano, H. Organ：松任谷正隆 E. Guitar：鈴木茂 Drums：林立夫 E. Bass：田中章弘 Percussion：斉藤ノブ とまり木 E. Piano：松任谷正隆 E. Guitar：鈴木茂 Drums：林立夫 E. Bass：田中章弘 Ac. Guitar：吉川忠英 Steel Guitar：駒沢裕城 Percussion：斉藤ノブ | 冥想 Ac. Piano, E. Piano：松任谷正隆 E. Guitar：松原正樹 Drums：林立夫 E. Bass：宮下圭介 Percussion：斉藤ノブ 風の中 E. Piano：松任谷正隆 E. Guitar：鈴木茂 Drums：林立夫 E. Bass：宮下圭介 Percussion：斉藤ノブ Backing Vocals：AMII'S Army 私を呼んで E. Piano, Solina, Clarinet, Moog Synthesizer, Percussion：松任谷正隆 E. Guitar：鈴木茂 Drums, Percussion：林立夫 E. Bass：田中章弘 Percussion：斉藤ノブ 追いかけてきたけれど Ac. Piano, H. Organ, Celesta：松任谷正隆 E. Guitar：鈴木茂 Drums, Percussion：林立夫 E. Bass：田中章弘 Ac. Guitar：吉川忠英 Percussion：斉藤ノブ Backing Vocals：AMII'S Army 遠くの光が…… Ac. Piano：尾崎亜美 E. Piano：松任谷正隆 E. Guitar：鈴木茂 Drums, Percussion：林立夫 E. Bass：宮下圭介 Ac. Guitar：吉川忠英 Steel Guitar：駒沢裕城 Harmonica：松田幸一 Percussion：斉藤ノブ Backing Vocals：HI-FI SET |

## レコーディングスタッフ
- プロデューサー：武藤敏史
- コンセプト：松任谷正隆
- レコーディングエンジニア：Kenji Murata
- カッティングエンジニア：Yoshio Okazaki
- アシスタントエンジニア：Masakazu Kawamura

## カバーデザイン
- デザイン：Kunio Shutoh
- 写真：Kenji Hata

## リリース日一覧
| 地域 | リリース日     | レーベル                  | 規格                   | カタログ番号   | 備考                          |
| ---- | -------------- | ------------------------- | ---------------------- | -------------- | ----------------------------- |
| 日本 | 1976年8月5日   | 東芝EMIエキスプレス       | LP                     | ETP-72187      | stereo                        |
| 日本 | 1983年7月21日  | 東芝EMIエキスプレス       | LP                     | ETP-40161      |                               |
| 日本 | 1992年7月22日  | 東芝EMIエキスプレス       | CD                     | TOCT-6559      |                               |
| 日本 | 1997年11月19日 | 東芝EMIエキスプレス       | CD                     | TOCT-10040     |                               |
| 日本 | 2004年4月1日   | EMIミュージック・ジャパン | デジタル・ダウンロード | 00094631429255 | mora                          |
| 日本 | 2004年4月1日   | EMIミュージック・ジャパン | デジタル・ダウンロード | B0047G63GI     | アマゾン                      |
| 日本 | 2004年4月1日   | EMIミュージック・ジャパン | デジタル・ダウンロード | 4560429726937  | レコチョク                    |
| 日本 | 2005年8月4日   | EMIミュージック・ジャパン | デジタル・ダウンロード | 720396293      | Apple Music                   |
| 日本 | 2009年4月22日  | EMIミュージック・ジャパン | CD                     | TOCT-26823     | 紙ジャケット、24bitリマスター |
| 日本 | 2013年12月11日 | EMI Records Japan         | CD                     | TYCN-60050～1  | 2in1                          |

## 参考資料
- オリコン『ALBUM CHART-BOOK COMPLETE EDITION 1970-2005』オリコン・マーケティング・プロモーション、2006年4月。ISBN 978-4-87131-077-2。
- 『SHADY』（紙ジャケット再発盤・ライナーノーツ）東芝EMI、2009年4月22日。TOCT-26823。